# リオル (エロー県)
リオル （Riols）は、フランス、オクシタニー地域圏、エロー県のコミューン。

## 地理
リオルはジョール川谷の中にある。オー・カントン・ド・レロー（fr）、モンペリエとベジエの後背地を構成する中山間地域）のコミューンの1つである。

## 歴史
司教教会会議が937年にウゼデス集落で開催された。しかし、この教会会議が開かれた場所は議論の対象である。
1851年12月のクーデター（fr）では、ヴィクトル・ユーゴーが『九十三年』の中で引用したような抵抗運動が発生した。抗議した大勢の人々が北アフリカに強制追放された。プラークはこうした出来事を思い起こさせる。

## 人口統計
2016年時点のコミューン人口は758人で、2011年時点の人口より0.13%減少した。
| 1962年 | 1968年 | 1975年 | 1982年 | 1990年 | 1999年 | 2005年 | 2016年 |
| ------ | ------ | ------ | ------ | ------ | ------ | ------ | ------ |
| 757    | 664    | 523    | 646    | 655    | 684    | 688    | 758    |

参照元:1962年から1999年までは複数コミューンに住所登録をする者の重複分を除いたもの。それ以降は当該コミューンの人口統計によるもの。1999年までEHESS/Cassini、2006年以降INSEE

## ギャラリー

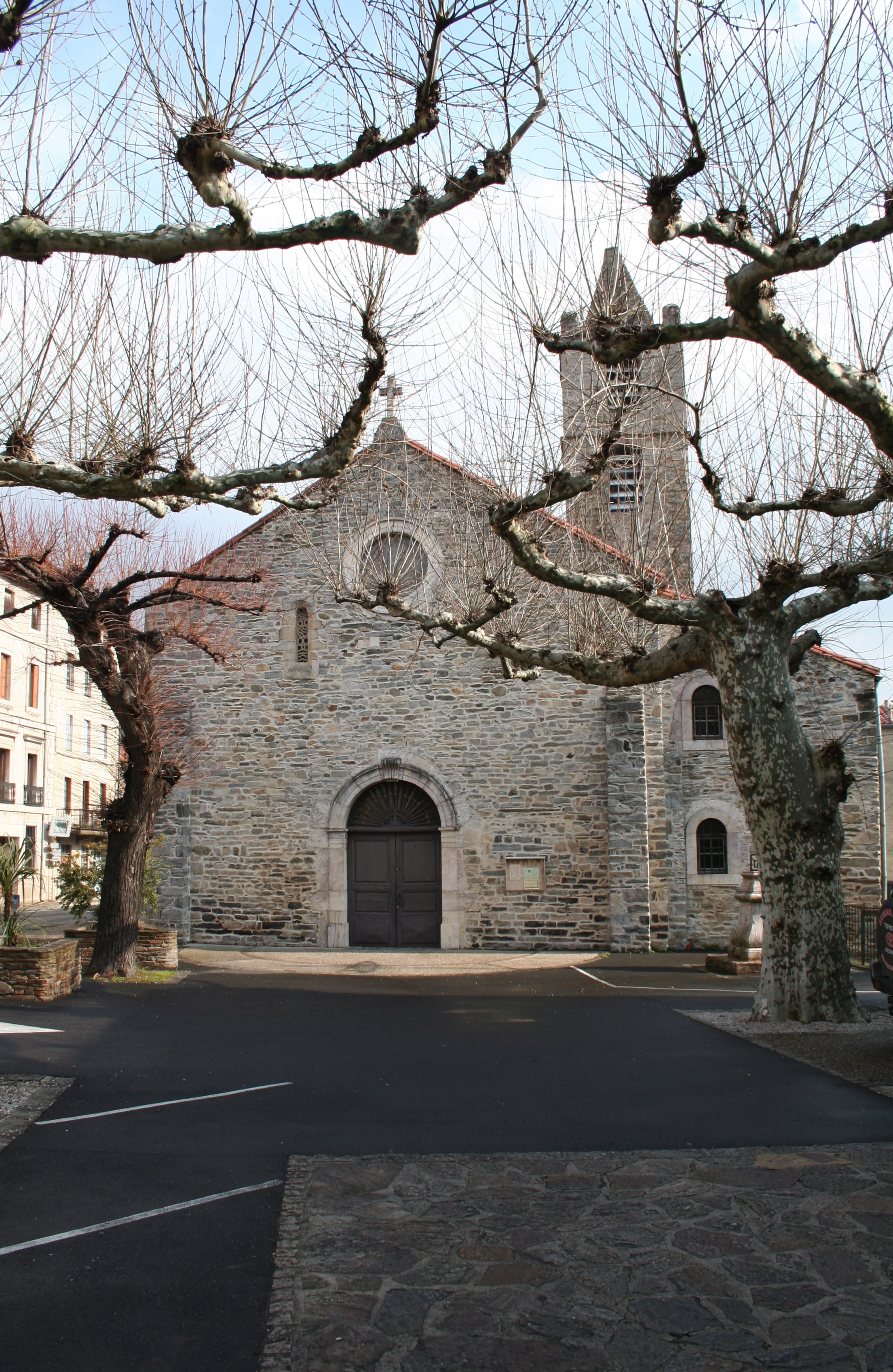
サン・ピエール教会
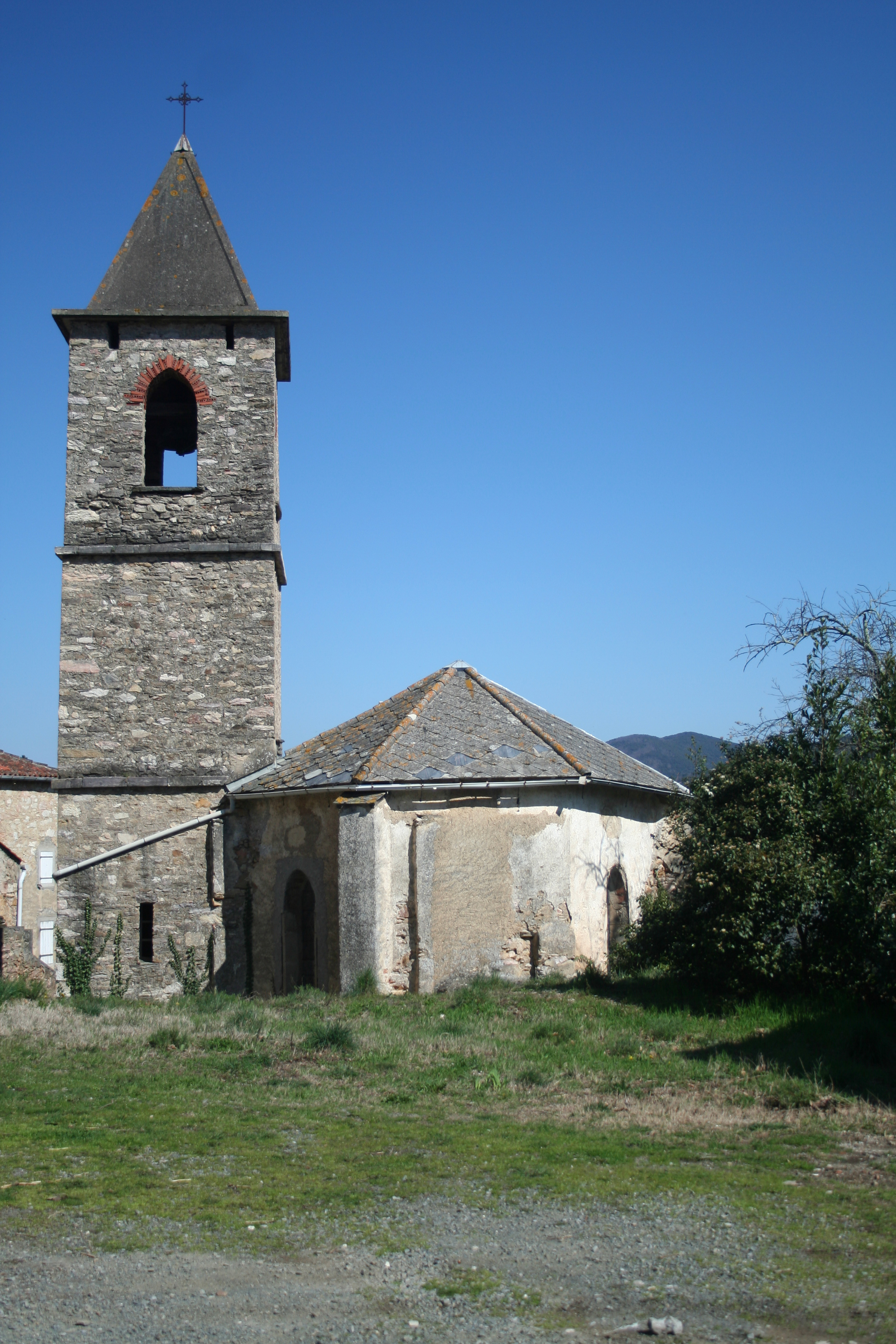
ナティヴィテ・ド・ノートル・ダム教会
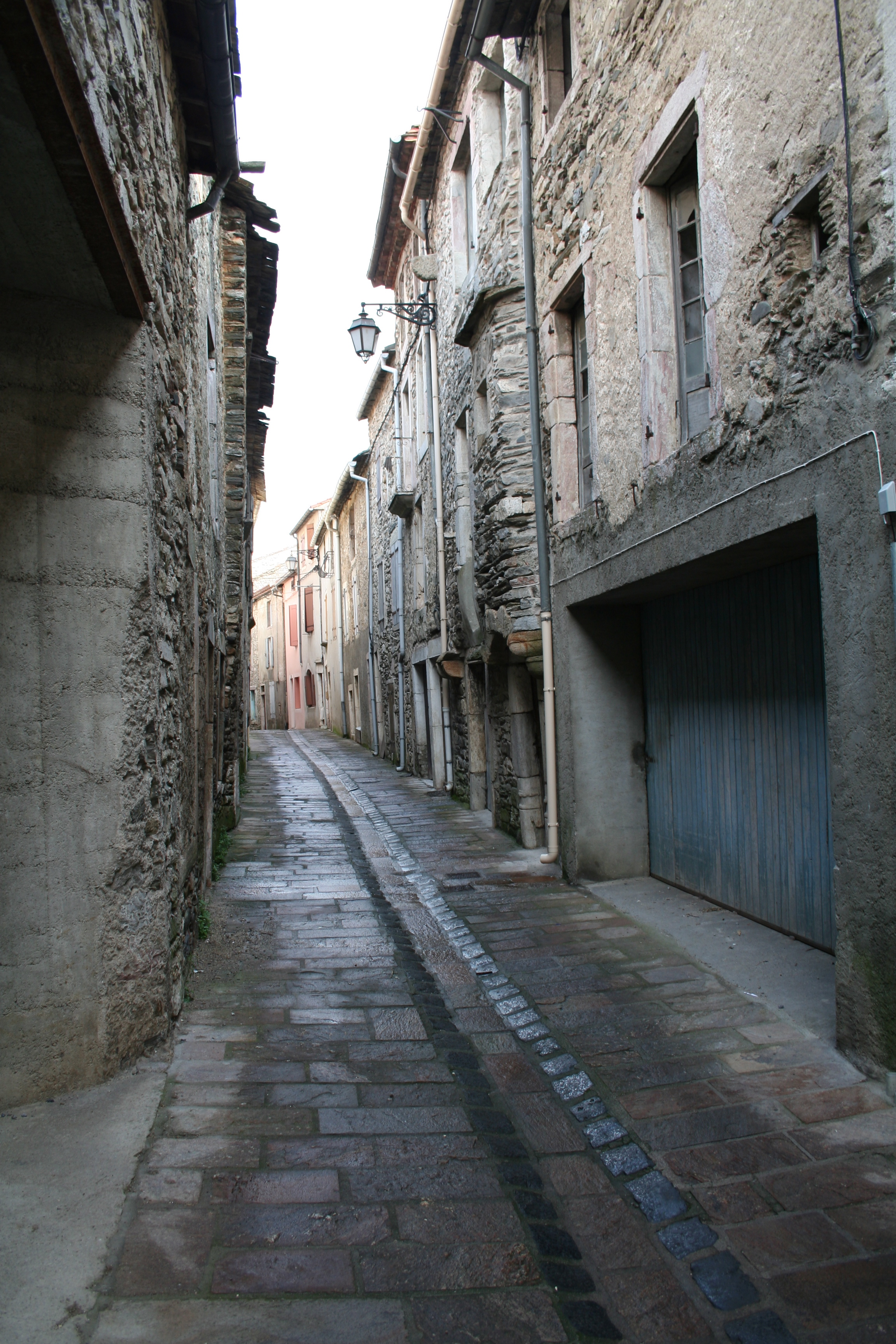
通り
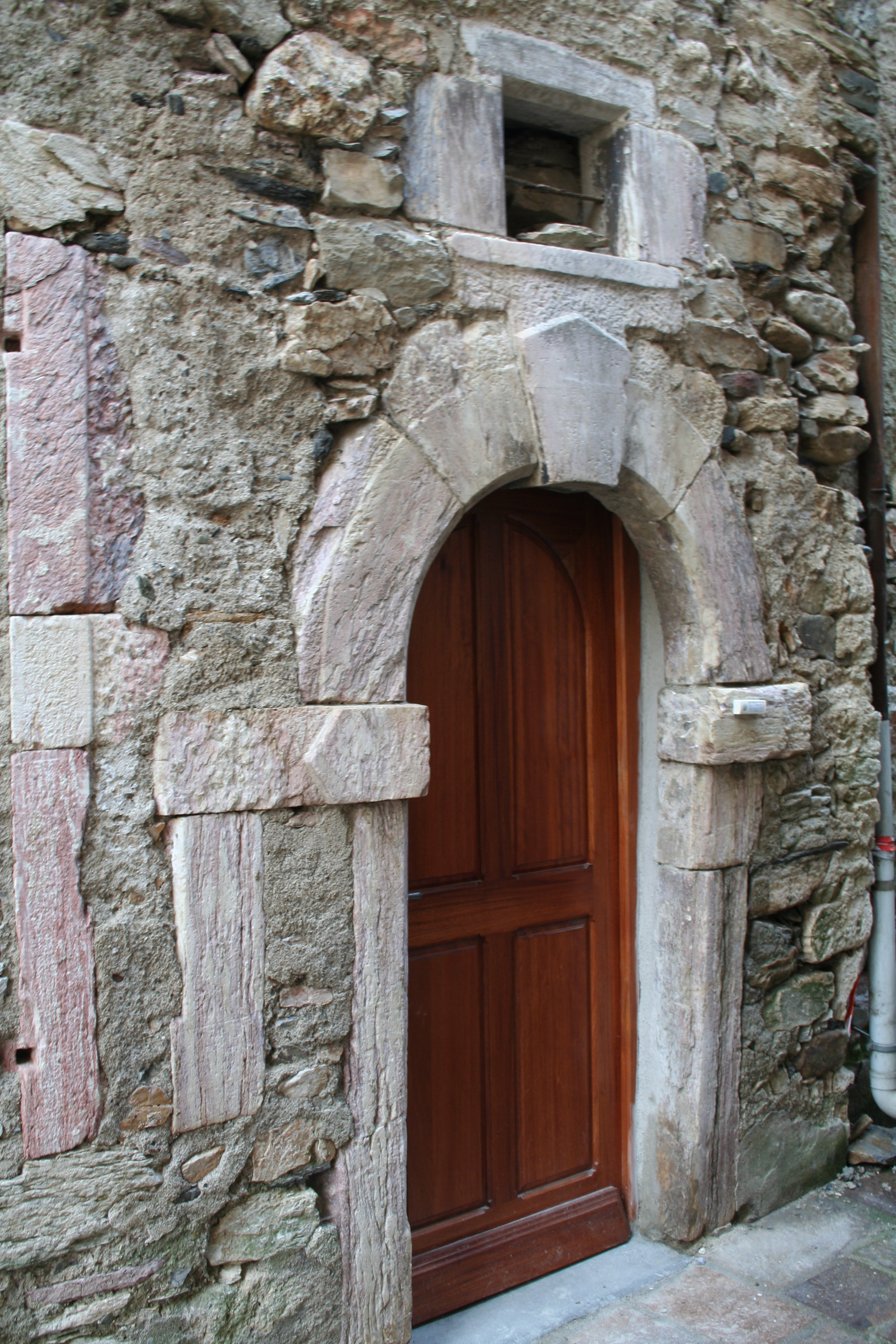
住宅の入り口
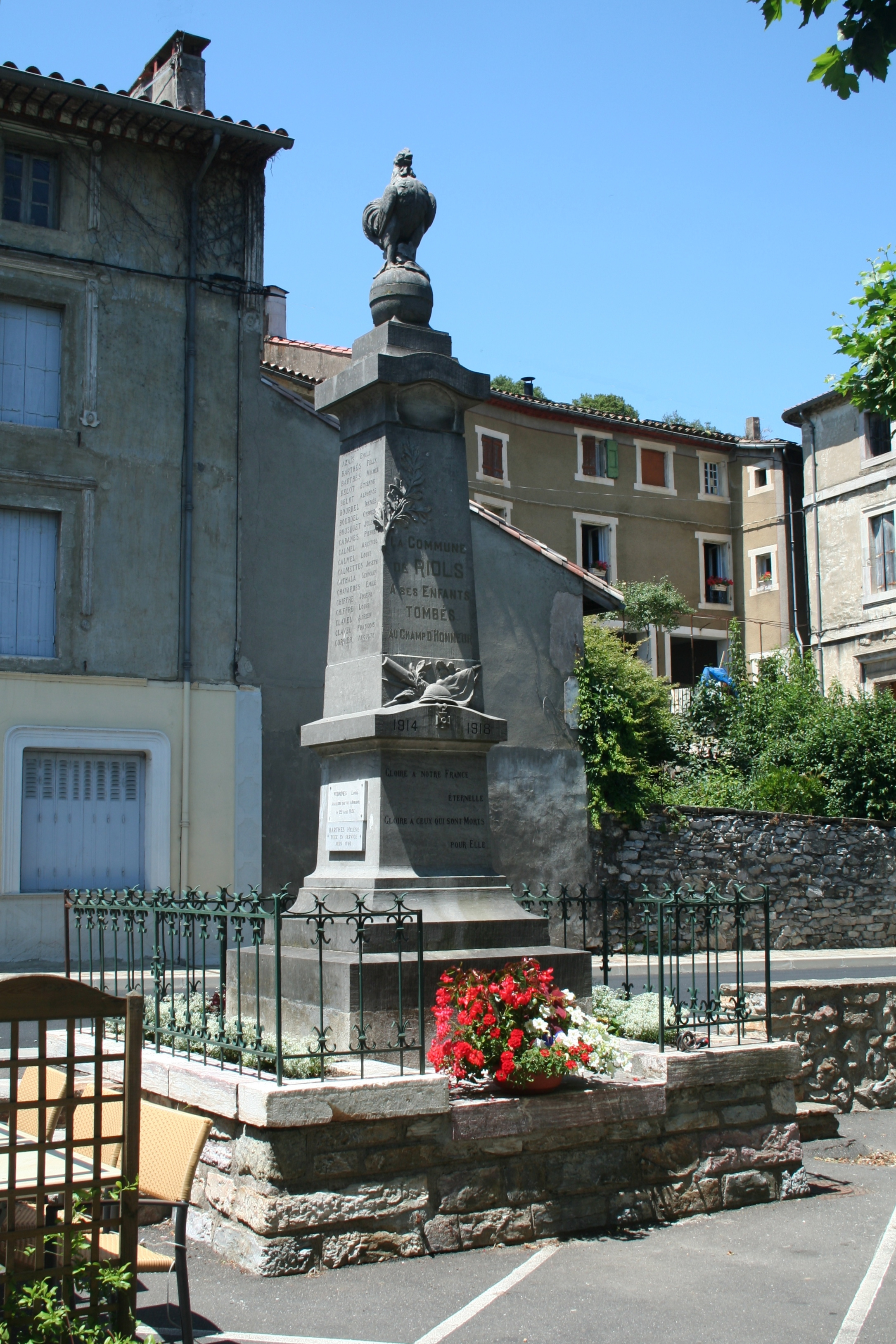
戦死者記念碑